# Tổng phổ

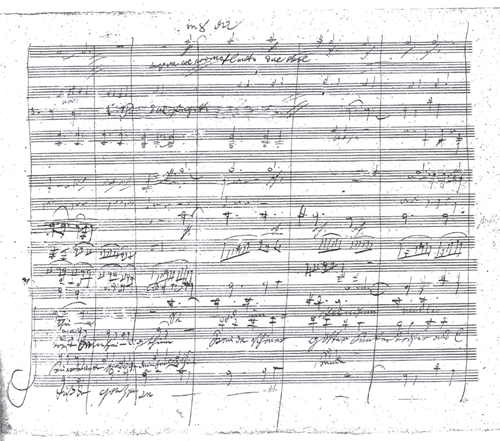
Trang đầu chương IV bản tổng phổ giao hưởng số 9 của Beethove (ảnh chụp lại bản viết tay của Beethoven).

Tổng phổ là bản nhạc thường dùng cho dàn nhạc gồm nhiều nhạc công sử dụng các loại nhạc cụ khác nhau, các ca sĩ (nếu có) cùng biểu diễn. Bản tổng phổ là kết quả sáng tác của một nhạc sĩ, thường được in thành cuốn sách dành cho nhạc trưởng để chỉ huy dàn nhạc. Nhưng mỗi thành viên trong dàn nhạc có bản nhạc riêng của mình, thì bản này không gọi là tổng phổ, mà gọi là bản nhạc cá nhân. Nói cách khác, tập hợp tất cả các bản nhạc cá nhân trong một dàn nhạc cùng biểu diễn một nhạc phẩm, thì tạo thành tổng phổ của nhạc phẩm đó.
Tổng phổ cũng còn được gọi là "bản nhạc in", khác hẳn với "bản nhạc ghi âm" hoặc "bản nhạc video". Đây là thuật ngữ thuộc lĩnh vực âm nhạc, trong tiếng Pháp là partition de musique (/pac-ti-xiôn đơ muy-zic/) trong tiếng Anh là sheet music (IPA: /ʃiːt ˈmjuː.zɪk/).

## Tổng quan

Tổng phổ của một bản thánh ca truyền thống "Adeste Fideles".

- Mỗi tổng phổ giống như một bản kế hoạch nhằm tiến hành cùng lúc một nhạc phẩm do nhiều người cùng biểu diễn: trong cùng thời điểm, nhạc công này chơi giai điệu này, còn người khác lại chơi giai điệu kia theo thiết kế của nhạc sĩ sáng tác.
- Một bài hát có nhiều bè, mỗi bè được biểu diễn bằng giọng riêng, thậm chí lời khác nhau ít nhiều được biểu hiện bằng "bản nhạc in", thì cũng gọi là tổng phổ (xem hình bên).
- Dạng đơn giản của một tổng phổ cho nhạc cụ là bản nhạc cho độc tấu dương cầm, chỉ gồm hai khuông nhạc: dòng trên là do tay phải phụ trách, còn dòng dưới là dành cho tay trái. Tuy nhiên, trong ngôn ngữ thông thường lại không gọi dạng này là "tổng phổ cho dương cầm", mà thường gọi là "bản nhạc cho dương cầm".
- Trong âm nhạc giao hưởng, mỗi trang của một bản tổng phổ thường dùng 24 dòng, chia cho bốn bộ: bộ kèn gỗ, bộ kèn đồng, bộ gõ và bộ dây. Tác giả của tổng phổ là nhạc sĩ sáng tác, còn người sử dụng tổng phổ điều khiển dàn nhạc hòa tấu là nhạc trưởng chỉ huy dàn nhạc theo đúng "thiết kế" của nhạc sĩ sáng tác.[7][8]
- Tổng phổ có thể viết tay trên giấy, trên chất liệu khác giấy (như da, vải) hoặc in thành quyển sách, hoặc nhờ các phương tiện ITC hiên đại hiển thị trên màn hình của máy tính hay của TV hoặc của điện thoại. Trong tổng phổ, mỗi dòng khuông nhạc dành riêng cho một loại nhạc cụ hoặc một loại giọng ca, thường có giai điệu riêng (bè riêng) kèm âm sắc riêng.

## Lược sử

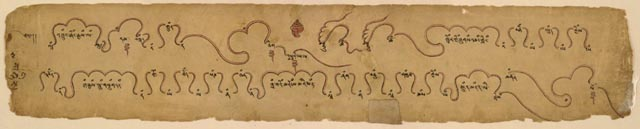
Một bản tổng phổ Tây Tạng từ thế kỉ XIX.

Từ "tổng phổ" được cho là dùng lần đầu tiên từ năm 1852, tuy nhiên trong thực tế đã phát hiện ra cấu trúc có chức năng tương tự từ 400 năm trước: bản tổng phổ in bằng khắc gỗ trên giấy đầu tiên được thực hiện bằng máy in được thực hiện vào năm 1473. Một số nghiên cứu khảo cổ lại phát hiện tiên thân của tổng phổ sớm hơn rất nhiều.

### Tiền thân
- Ký hiệu nhạc sớm nhất đã được tìm thấy trong một bảng chữ tượng hình ("bảng nhạc") ở Nippur thuộc Sumer (tức Iraq ngày nay) vào khoảng 2000 năm trước Công nguyên.[9]
- Một "bảng nhạc" khác từ khoảng năm 1250 trước Công nguyên cho thấy một dạng ký hiệu phát triển hơn. Tuy cách giải thích hệ thống ký hiệu vẫn còn gây tranh cãi, nhưng rõ ràng là ký hiệu cho các dây trên đàn lia.[10][11]

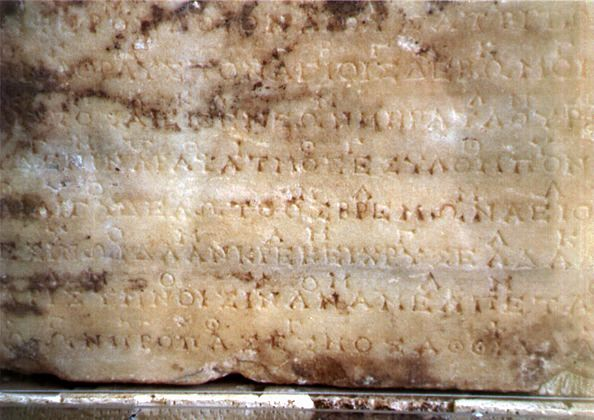
Tảng đá ở Delphi khắc một Thánh ca Delphic gửi thần Apollo.

- Ký hiệu âm nhạc từ thời Hy Lạp cổ đại đã được sử dụng ít nhất từ thế kỷ thứ VI trước Công nguyên cho đến khoảng thế kỷ thứ IV sau Công nguyên; một số tác phẩm hoàn chỉnh và các đoạn sáng tác sử dụng ký hiệu này vẫn tồn tại. Văn bia Seikilos, có niên đại khoảng giữa thế kỷ thứ II trước Công nguyên đến thế kỷ thứ nhất sau Công nguyên.
- Trong âm nhạc Hy Lạp cổ đại, ba bài thánh ca của Mesomedes của Crete được tìm thấy. Một trong những "tổng phổ" lâu đời nhất được biết đến là một vật liệu như giấy ghi những ký hiệu âm nhạc cho một hợp xướng của vở kịch thời Hy Lạp Orestes (408 TCN). Những ký hiệu cổ đại đã không còn được sử dụng vào khoảng thời gian Đế chế La Mã suy tàn cho đến nay.

### Tổng phổ sớm của phương Tây
- Trước thế kỷ XV, âm nhạc phương Tây được viết bằng tay và lưu giữ trong các bản thảo, thường được đóng thành tập lớn. Các ví dụ nổi tiếng nhất về ký hiệu âm nhạc thời Trung cổ là các bản viết tay thời Trung cổ của các bản thánh ca. Tuy nhiên chưa có bất kỳ ký hiệu nào về nhịp điệu. Sau đó, sự ra đời của ký hiệu chỉ nhịp và song song với đó là phức điệu theo trình tự (lần lượt) khác với phức điệu sau này là đồng thời (như Bach). Các bản thảo phức điệu chỉ giới hạn ở đàn organum thường chỉ dành cho Nhà thờ. Vào thời Trung cổ, nếu một Tu viện muốn có một bản tổng phổ sao của một Nhà thờ khác chẳng hạn, thì chỉ có cách duy nhất là phải thuê một người sao chép lại bản gốc đó bằng tay. Do vậy, mất rất nhiều thời gian và chắc chắn dẫn đến lỗi trong sao chép.
- Ngay cả sau khi máy in ra đời (khoảng giữa những năm 1400) cách sao chép này vẫn tiếp tục tồn tại, ở các bản thảo viết tay của các nhà soạn nhạc nổi tiếng nhất của thế kỷ XVIII.